# Ski Zillertal 3000

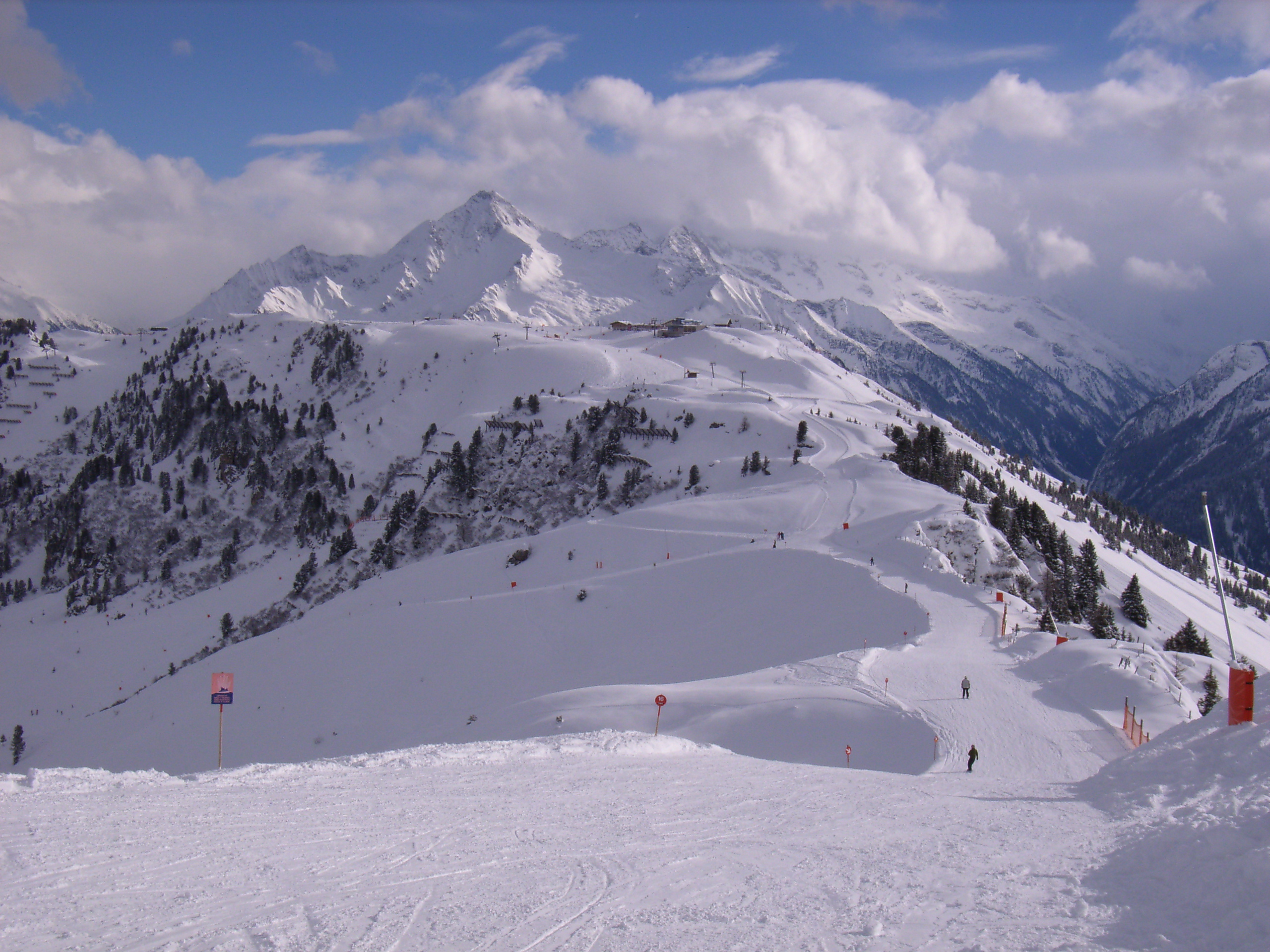
Gipfelplateau des Penken

Ski Zillertal 3000 ist der Name eines Skigebiets im Zillertal, Tirol (Österreich). Mit knapp 193 Pistenkilometern ist es das größte Skigebiet des Zillertals.
Seit etlichen Jahren existiert der Verbund Zillertal 3000 nur noch eingeschränkt. Ahorn, Penken Mayrhofen, Penken Finkenberg, Rastkogel und Eggalm bilden fortan das Großraumskigebiet Mayrhofen.
Das Gebiet lag in den Tuxer Alpen auf der Westseite des Zillertals bzw. seiner Fortsetzung nach Süden im Tuxertal auf dem Gebiet der Gemeinden Schwendau, Mayrhofen, Finkenberg und Tux. Nach dem Zusammenschluss mehrerer bis dahin einzelner Skigebiete umfasst es heute im Wesentlichen das Horbergtal, den Penken (2095 m), die Wanglalmen, den Lämmerbichl und die Hänge um die Eggalm nordöstlich unterhalb der Grüblspitze (2395 m).

## Geschichte

### Penken und Horberg
Der Penken wurde erstmals 1954 mit einer Luftseilbahn, der Penkenbahn erschlossen. 1958 folgte die Verlängerung als Einer-Sesselbahn durch die Mayrhofner Bergbahnen. Eine zweite Erschließung fand 1969/1970 etwas weiter südlich von Finkenberg aus durch die Finkenberger Almbahnen statt.
Nachdem 1976 das Magnesitbergwerk Tux aufgegeben worden war, konnten beide Gesellschaften ihre Gebiete mit neuen Liften erweitern, so dass ein zusammenhängendes Skigebiet entstand. Ab 1977 gab es dann auch einen Liftverbund zwischen den beiden Gesellschaften. Die Mayrhofner Bergbahnen errichteten 1982 mit der Horbergbahn von Schwendau aus einen weiteren Zubringer ins Gebiet, der auf der Trasse einer alten Materialseilbahn der Magnesitwerke verläuft. Später erschlossen sie auch das Horbergtal und das Gebiet um die Horbergkarspitze.

### Rastkogelbahnen (Lämmerbichl)
Ebenfalls erst nach dem Ende des Magnesitabbaus im Tuxertal wurde 1984 oberhalb von Vorderlanersbach durch die Zillertaler Gletscherbahnen das nach dem benachbarten Gipfel benannte Skigebiet Rastkogel auf den Hängen der Wanglalm und des Lämmerbichls erschlossen.

### Eggalm
Von Lanersbach im Tuxertal aus wurden ab 1963 durch die Eggalmbahnen die nordostseitigen Hänge der Grüblspitze erschlossen. 1984 wurde die Sesselbahn Eggalm-Nord gebaut, über die das Gebiet zumindest zeitweise – nämlich nur bei ausreichender Schneelage auf den tiefen Südhängen – mit dem neuen Rastkogel-Skigebiet verbunden war. Der Zusammenschluss dieser beiden Gebiete führt bis heute über die Tallagen des Tuxertals, allerdings durch künstliche Beschneiung deutlich besser gesichert.
Im Sommer 2015 wurden die Eggalmbahnen mehrheitlich von der Zillertaler Gletscherbahn GmbH & Co KG übernommen.

## Zusammenschluss
Nachdem sich im Jahr 2000 die Skigebiete von Zell am Ziller, Gerlos und Königsleiten zur Zillertal Arena zusammengeschlossen hatten, wurde 2001 auch zwischen Penken und Lämmerbichl der lange geplante Lückenschluss verwirklicht. Nachdem die Finkenberger Almbahnen von den Zillertaler Gletscherbahnen übernommen worden waren, errichteten diese eine Luftseilbahn (die 150er Tux) und eine Sesselbahn, die den Zusammenschluss perfekt machten. Für die Saison 2001 wurde das Gebiet in "Ski Zillertal 3000" umgetauft und seither teilweise gemeinsam so vermarktet. Ein weiteres Branding, "Ski- und Gletscherwelt Zillertal 3000", soll den Zusammenhang mit dem Skigebiet am Tuxer Ferner verdeutlichen, das ebenfalls den Zillertaler Gletscherbahnen gehört.

## SkipisteHarakiri
Die Harakiri ist eine Skipiste im Skigebiet Ski Zillertal 3000 und ist nach dem japanischen Vulgärausdruck für Seppuku, dem rituellen Suizid bei Samurai, benannt. Laut Angabe des Betreibers weist sie ein Gefälle von bis zu 78 %, eine Länge von etwa 1500 Metern und eine Breite von 60 Metern auf.
Im Februar 2007 gab es auf der Harakiri einen Unfall mit tödlichen Folgen.

## Bilder

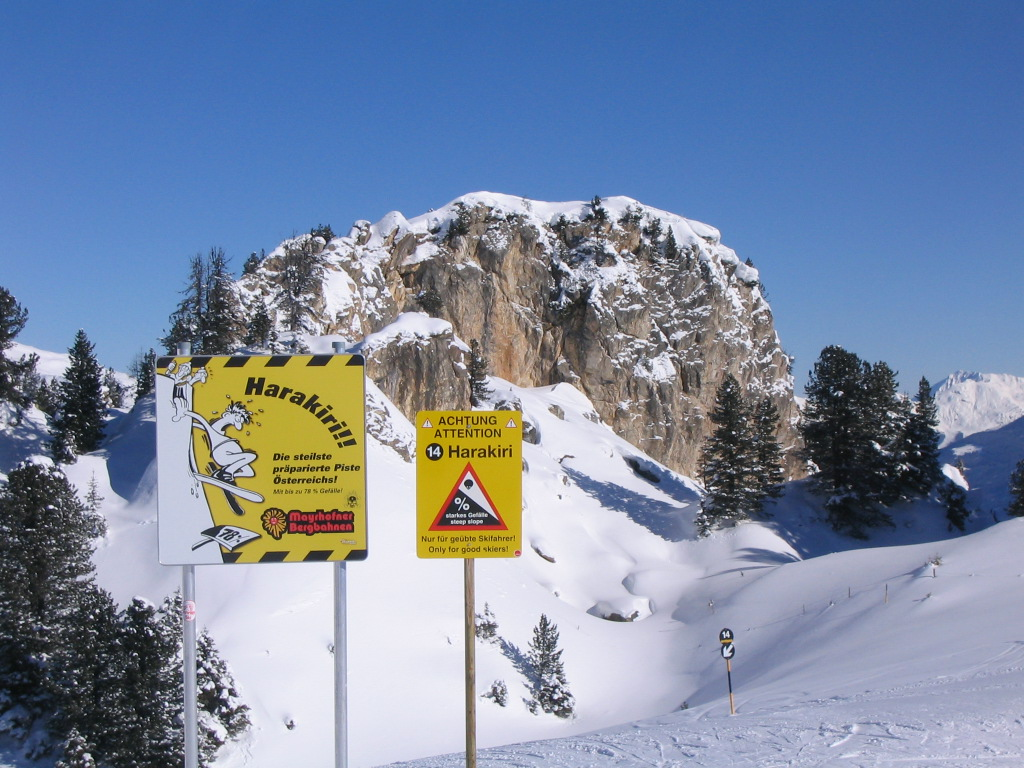
Die Harakiri-Abfahrt im Schigebiet von Mayrhofen
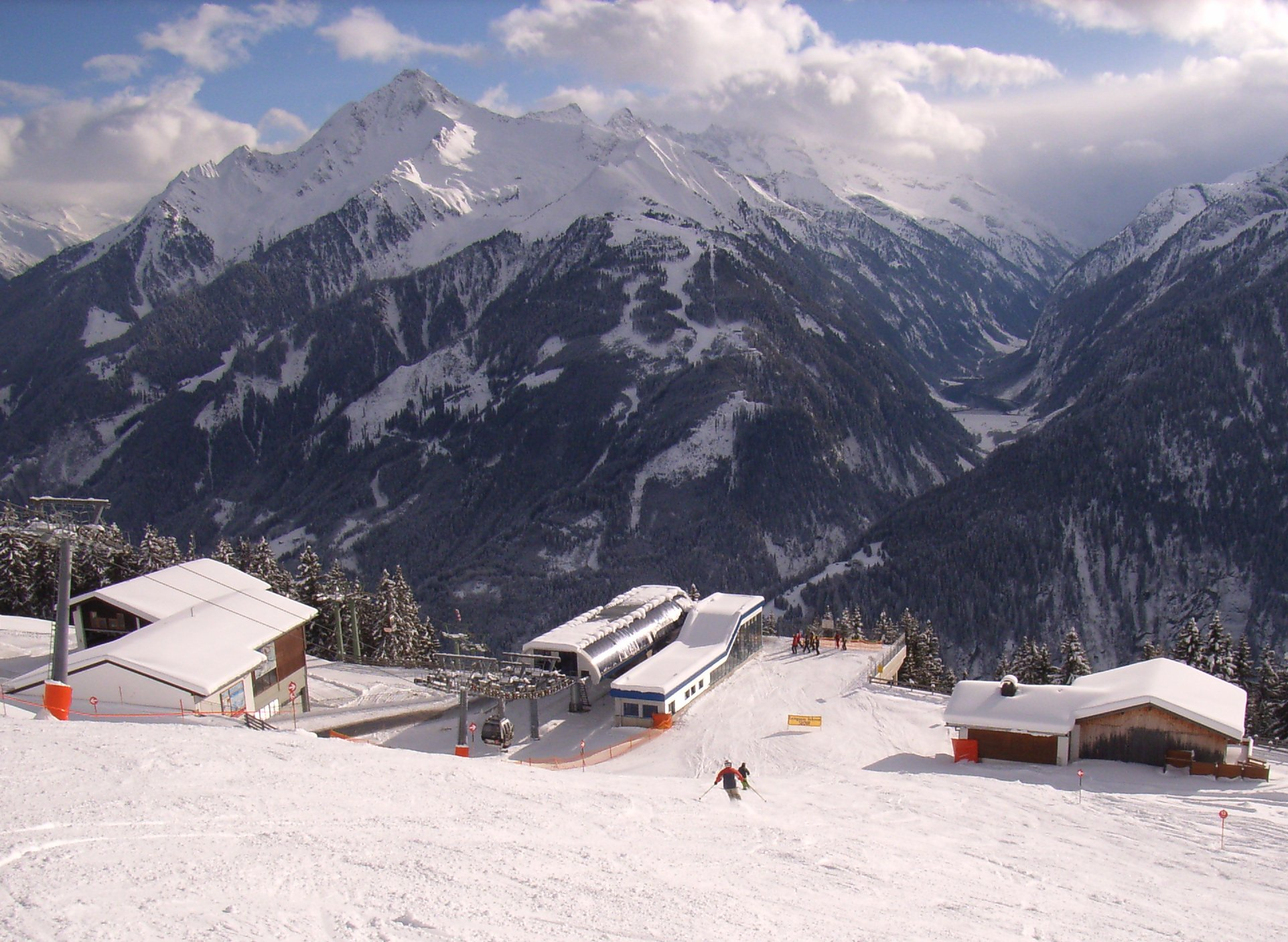
Die Mittelstation der Finkenberger Almbahn
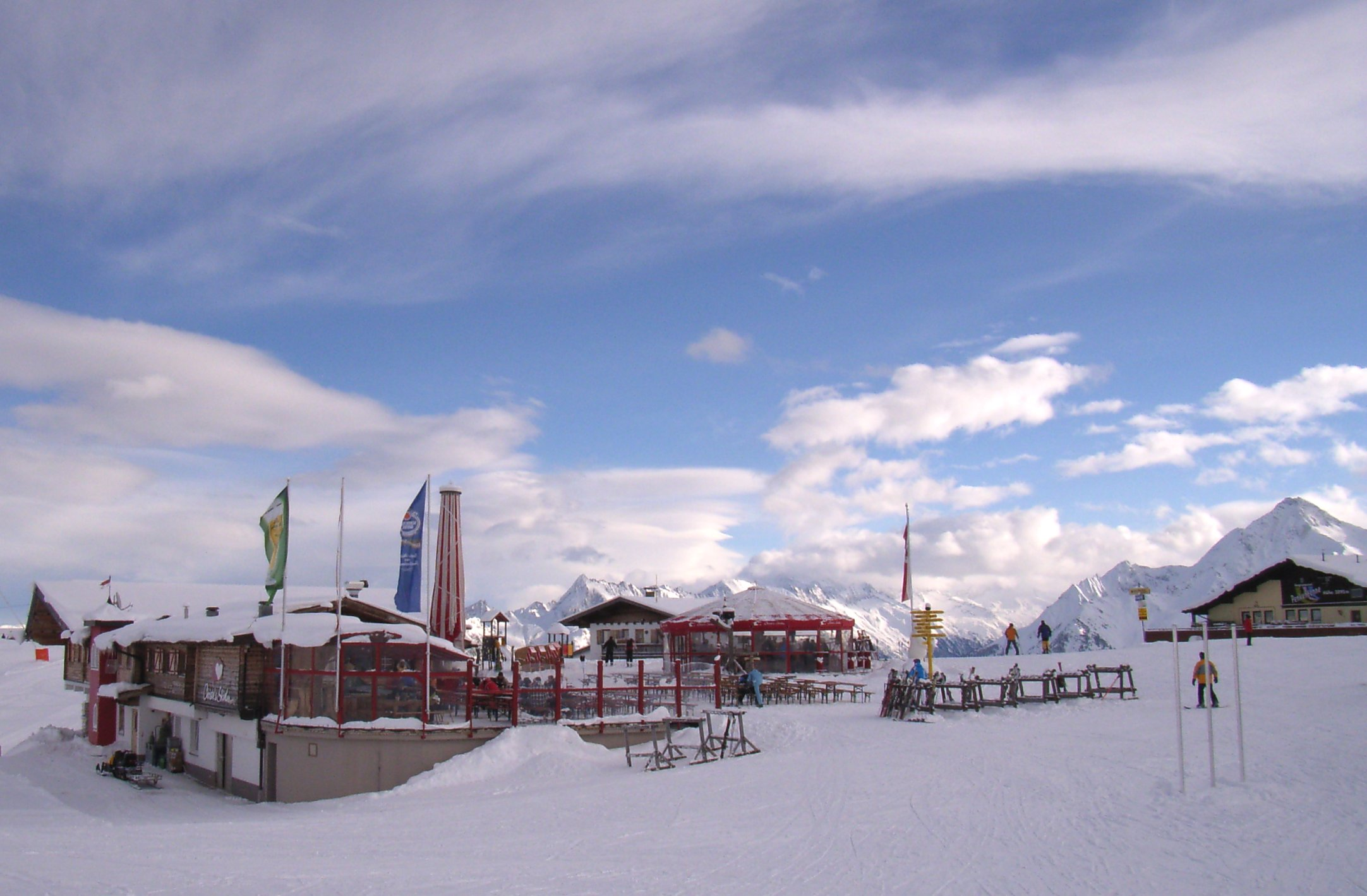
Der Gipfelbereich des Penken
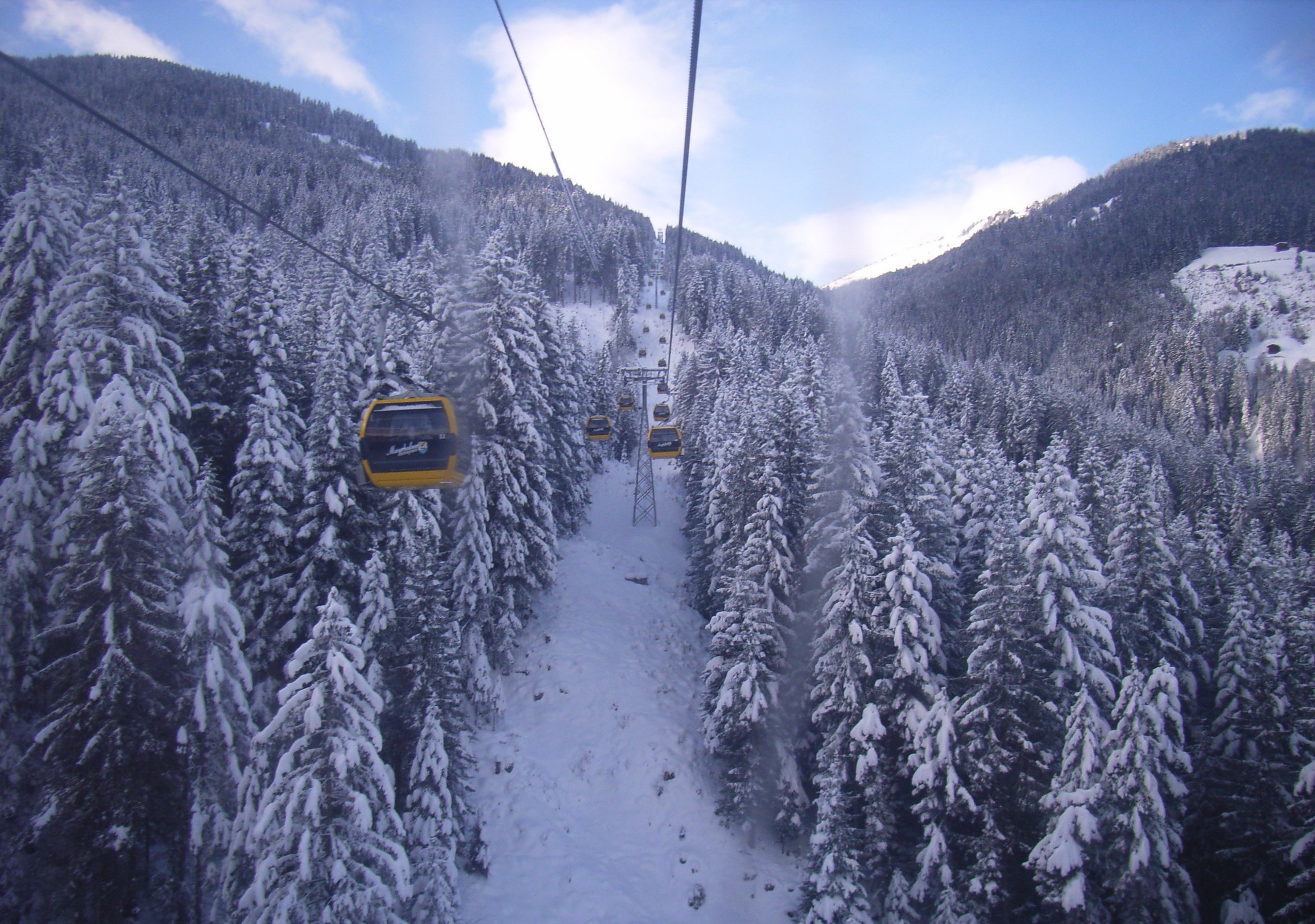
Die Horbergbahn